# Associação Sul-Asiática para a Cooperação Regional
A Associação Sul-Asiática para a Cooperação Regional (ASACR), (em inglês: South Asian Association for Regional Cooperation, SAARC) é uma organização política e económica de oito países na Ásia Meridional. Em termos de população, a sua esfera de influência é a maior de que qualquer organização regional: quase 1500 milhões de pessoas, a população combinada dos seus Estados membros. Foi criada em 8 de Dezembro de 1985 pela Índia, Paquistão, Bangladesh, Sri Lanka, Nepal, Butão e Maldivas. Em Abril de 2007, por ocasião da 14.º Cimeira da Associação, o Afeganistão tornou-se no seu oitavo membro.

## História
Em finais dos anos 70, o presidente do Bangladesh, Ziaur Rahman, propôs a criação de um bloco comercial constituído por países do Sul da Ásia. A proposta do Bangladesh foi aceita pela Índia, Paquistão e Sri Lanka durante uma reunião realizada em Colombo, em 1981. Em Agosto de 1983, os líderes aprovaram a Declaração sobre a Cooperação Regional do Sul da Ásia durante uma reunião que teve lugar em Nova Deli. Os sete países do Sul da Ásia, que também inclui o Nepal, as Maldivas e o Butão, acordaram em cinco domínios de cooperação:
- Agricultura e Desenvolvimento Rural
- Telecomunicações, Ciência, Tecnologia e Meteorologia
- Saúde e actividades da população
- Transportes
- Desenvolvimento dos recursos humanos

O Afeganistão foi adicionado ao grupo regional em 13 de Novembro de 2005, e tornou-se membro em 3 de Abril de 2007. Com a adição do Afeganistão, o número total de Estados membros foi elevado para oito (8). Em Abril de 2006, os Estados Unidos da América e a Coreia do Sul fizeram pedidos formais para lhes ser concedido o estatuto de observador. A União Europeia também tem manifestado interesse em ser dado o estatuto de observador, e fez um pedido formal para o mesmo com o Conselho de Ministros da SAARC, reunido em Julho de 2006. Em 2 de Agosto de 2006, os Ministros dos Negócios Estrangeiros dos países da SAARC concordaram, em princípio, em conceder o estatuto de observador aos os EUA, à Coreia do Sul e à União Europeia. Em 4 de Março de 2007, o Irão pediu estatuto de observador.

### Incapacidades
A incapacidade da SAARC em desempenhar um papel crucial na integração do Sul da Ásia é frequentemente creditada devido às rivalidades políticas e militares entre a Índia e o Paquistão. É devido a essas disputas económicas, políticas e territoriais que as nações do Sul da Ásia não têm sido capazes de aproveitar as vantagens de uma economia unificada. Ao longo dos anos, o papel da SAARC no Sul da Ásia tem sido muito reduzida e é agora utilizada como uma simples plataforma para palestras e reuniões anuais entre os seus membros.

### Questões políticas
Na SAARC foi intencionalmente estabelecido mais stress sobre as "questões fundamentais" mencionadas acimas, em vez das questões políticas mais decisivas, como a Caxemira e a Guerra Civil do Sri Lanka. No entanto, o diálogo político é frequentemente realizado à margem das reuniões da SAARC. A SAARC tem também de abster-se em interferir nos assuntos internos de seus Estados membros. Durante a 12.ª e 13.ª Cimeira da SAARC, de extrema importância, foi estabelecido uma maior cooperação entre os membros da SAARC para lutar contra o terrorismo.

### Acordo de livre comércio
Ao longo dos anos, os membros da SAARC manifestaram a sua relutância em assinar um acordo de comércio livre. Embora a Índia tenha vários pactos comerciais com as Maldivas, o Nepal, o Butão e a Sri Lanka, semelhante aos acordos comerciais com o Paquistão e o Bangladesh, foram bloqueadas devido a preocupações políticas e econômicas de ambos os lados. A Índia tem construído uma barreira em toda a sua fronteira com o Bangladesh e o Paquistão. Em 1993, os membros da SAARC assinaram um acordo para, gradualmente, baixar as tarifas na região, em Dhaka. Onze anos mais tarde, a 12.ª Cimeira da SAARC em Islamabad, os membros da SAARC elaboraram o Acordo de Livre Comércio da Ásia do Sul, que criou um quadro para o estabelecimento de uma zona de comércio livre abrangendo 1,4 milhões de pessoas. Este acordo entrou em vigor em 1 de Janeiro de 2006. Nos termos deste acordo, os membros da SAARC terão as suas funções até 20 por cento, até 2007.

### Cimeira de Daca em 2005
A cimeira concedeu o estatuto de observador à República Popular da China, ao Japão, à Coreia do Sul e aos Estados Unidos da América. Os países também concordaram em organizar o desenvolvimento de fundos ao abrigo de uma única instituição financeira, com um secretariado permanente, que abrange todos os programas que vão do campo social, às infraestruturas e à económica.

## Membros
| Membros actuais - República Islâmica do Afeganistão - República Popular do Bangladesh - Reino do Butão - República da Índia - República das Maldivas - República Democrática Federal do Nepal - República Islâmica do Paquistão - República Social Democrata do Sri Lanka | Observadores - República Popular da China - União Europeia - República Islâmica do Irão - Japão - República da Coréia - Estados Unidos da América |

## Secretários-gerais
| Abul Ahsan              | 16 de Janeiro de 1987 a 15 de Outubro de 1989   |
| Kant Kishore Bhargava   | 17 de Outubro de 1989 a 31 de Dezembro de 1991  |
| Ibrahim Hussain Zaki    | 1 de Janeiro de 1992 a 31 de Dezembro de 1993   |
| Yadav Kant Silwal       | 1 de Janeiro de 1994 a 31 de Dezembro de 1995   |
| Naeem U. Hasan          | 1 de Janeiro de 1996 a 31 de Dezembro de 1998   |
| Nihal Rodrigo           | 1 de Janeiro de 1999 a 10 de Janeiro de 2002    |
| Q.A.M.A. Rahim          | 11 de Janeiro de 2002 a 28 de Fevereiro de 2005 |
| Lyonpo Chenkyab Dorji   | 1 de Março de 2005 a 29 de Fevereiro de 2008    |
| Sheel Kant Sharma       | 1 de Março de 2008 a 28 de Fevereiro de 2011    |
| Fathimath Dhiyana Saeed | 1 de Março de 2011 a Março de 2012              |

## Cimeiras
| 1.ª  | Dhaka     | 7-8 de Dezembro de 1985   |
| 2.ª  | Bangalore | 16-17 de Novembro de 1986 |
| 3.ª  | Kathmandu | 2-4 de Novembro de 1987   |
| 4.ª  | Islamabad | 29-31 de Dezembro de 1988 |
| 5.ª  | Malé      | 21-23 de Novembro de 1990 |
| 6.ª  | Colombo   | 21 de Dezembro de 1991    |
| 7.ª  | Dhaka     | 10-11 de Abril de 1993    |
| 8.ª  | Nova Deli | 2-4 de Maio de 1995       |
| 9.ª  | Malé      | 12-14 de Maio de 1997     |
| 10.ª | Colombo   | 29-31 de Julho de 1998    |

| 11.ª | Kathmandu | 4-6 de Janeiro de 2002    |
| 12.ª | Islamabad | 2-6 de Janeiro de 2004    |
| 13.ª | Dhaka     | 12-13 de Novembro de 2005 |
| 14.ª | Nova Deli | 3-4 de Abril de 2007      |
| 15.ª | Kandy     | 30-31 de Julho de 2008    |
| 16.ª | Thimbu    | 28-29 de Abril de 2010    |
| 17.ª | Addu      | 10-11 de Novembro de 2011 |
| 18.ª | Kathmandu | ?-? de 2013               |